# Valdeprado
Valdeprado est une commune espagnole de la province de Soria, en Castille-et-León. En 2021, c'était la commune d'Espagne la moins dense. 